# Ignazio Fabra
Ignazio Fabra (født 25. april 1930 i Palermo, død 13. april 2008 i Genova) var en italiensk bryder, som deltog i fire olympiske lege i midten af 1900-tallet, alle gange i fluevægt i græsk-romersk brydning.
Fabra var født døv og han blev italiensk mester i brydning i 1950, hvorpå han vandt guld ved Middelhavslegene 1951. Han var første gang med ved OL 1952 i Helsinki. Efter fire runder var der kun tre deltagere tilbage: Boris Gurevitj fra Sovjetunionen, Leo Honkala fra Finland og Fabra. Gurevitj og Fabra sejrede begge over Honkala, og de to mødtes i finalen, som Gurevitj vandt. Fabra vandt dermed sølv og Honkala bronze.
Fabra blev verdensmester i 1955, og han var derfor blandt favoritterne ved OL 1956 i Melbourne. Her nåede han igen blandt de tre bedste sammen med Dursun Ali Eğribaş fra Tyrkiet og Nikolaj Solovjov fra Sovjetunionen. De indbyrdes kampe mellem disse tre havde givet en sejr til hver, hvorpå Solovjov fik guldmedaljen på tiebreak, mens Fabra igen fik sølv og Eğribaş bronze.
Ved OL 1960 i Rom nåede Fabra til femte og afgørende runde, hvor han tabte til rumæneren Dumitru Pîrvulescu, der med sejren sikrede sig guldet — Fabra blev delt nummer fem.
Ved VM i både 1962 og 1963 vandt han sølv, og han stillede op en sidste gang ved OL 1964 i Tokyo. Her blev han elimineret i fjerde runde og endte på en delt fjerdeplads.
Fabra kæmpede primært i græsk-romersk stil, hvor han sikrede sig syv italienske mesterskaber, primært i fluevægt, men også en enkelt i bantamvægt. Han kæmpede dog også i fri stil, hvor han blev national mester tre gange, en gang i letvægt og to gange i bantamvægt. Han sluttede sin lange aktive karriere ved at vinde guld ved døve-OL i 1969.

## OL-medaljer
- 1952 Helsingfors -  Sølv i brydning, fluevægt græsk-romersk stil  Italien
- 1956 Melbourne -  Sølv i brydning, fluevægt græsk-romersk stil  Italien